# Lighttpd
lighttpd（读作lighty） 是一款以BSD許可證开源的網頁伺服器，在确保兼容常见标准、安全性及灵活性的情况下专为需要处理速度的环境优化。此软件起初为扬·克内施克对c10k问题（如何同时并行处理10000条连接的问题）的概念验证，但随后受到了大众欢迎。其名称是“light”（轻量）与httpd的混成詞。相較於其他的網頁伺服器，lighttpd僅需少量的内存及CPU資源即可達到同樣的效能。

## 前言
相比其他网页服务器软件而言，lighttpd的低内存占用、低CPU负载及速度优化使其成为负载过重或提供静态媒体服务器的合适之选。lighttpd是一款自由及开放源代码软件，以BSD许可证发布。它可原生运行在类Unix系统操作系统及Microsoft Windows上。

## 应用程序支持
lighttpd支持向外部程序开放FastCGI、SCGI及CGI，允许以任意编程语言编写的程序与服务器通信。 PHP作为一门特别流行的语言，其性能受到了广泛关注。lighttpd的FastCGI可配置为使用操作码缓存的方式来有效支持PHP（如Alternative PHP Cache）除此之外，lighttpd还获得了Python、Perl、Ruby和Lua社区的关注。lighttpd还支持WebDNA和弹性内存数据库系统。此软件是一款流行的、支持Catalyst和Ruby on Rails网页框架的网页服务器，但并不支持ISAPI。

## 特性
- 支持负载均衡、FastCGI、SCGI及HTTP代理服务器
- 支援chroot
- 网页服务器事件机制性能优化 – select()、poll()及epoll()[6]
- 支持更高效的事件通知（英语：event notification）
- 支持URL条件重写（mod_rewrite）
- 通过OpenSSL可提供支持SNI的TLS/SSL
- 透過LDAP服务器認證
- RRDtool狀態輸出
- 基于规则的下载
- 服务器端内嵌支持（不包括服务侧CGI）[7]
- 灵活的虚拟主机
- 模块支持
- 缓存元语言（现已被mod_magnet替代）[8] using the Lua programming language
- 对WebDAV最小支持
- Servlet（AJP（英语：Apache JServ Protocol））支持（1.5.x版後）
- 使用mod_compress及新版mod_deflate（1.4.42）的HTTP压缩
- 软件轻量（小于1MB）[9]
- 仅有若干线程的单进程设计。开始每条连接时不产生新进程或新线程。

## 局限性
- 低于1.4.40以下的版本不官方支持从CGI、FastCGI或代理发送大文件，[10]除非使用X-Sendfile。此问题已于lighttpd 1.4.40版中解决。[11]
- 不支持SPDY或HTTP/2。此問題已於lighttpd 1.4.56版中解決。

## 用法
lighttpd被多个业务量极大的网站使用，如Bloglines和xkcd。在过去，Meebo和YouTube也曾使用lighttpd。 维基媒体基金会也在服务器上运行lighttpd。

## 操作系统支持
lighttpd至少为下列平台定期构建和发布:
- Linux（在Fedora Core、SuSE、OpenSUSE、Debian、Ubuntu、Gentoo、PLD-Linux、OpenWRT等發行版中可直接使用套件包）
- 原始碼安裝（CentOS等）
- BSD（FreeBSD、NetBSD、OpenBSD）
- Mac OS X
- IRIX
- Windows（Cygwin、MinGW等）
- Solaris
- AIX

## 另请参阅
- 網頁伺服器比較
- 互联网缓存协议（英语：Internet Cache Protocol）
- 讨论客户端代理的代理服务器
- 讨论源站代理的反向代理
- Traffic Server
- 讨论基于主机的HTTP加速的网页加速器（英语：Web accelerator）

## 延伸阅读
- Bogus, Andre.  1st. Packt Publishing（英语：Packt Publishing）. October 29, 2008: 236  [2019-04-23]. ISBN 978-1847192103. （原始内容存档于2014-07-15）.

## 外部連結
- 官方网站
- lighttpd forum，lighttpd的論壇。
- lighty's life （页面存档备份，存于），lighttpd的網誌。
- （页面存档备份，存于）, Open Source China 的介绍